# Yapracık, Etimesgut
Yapracık là một xã thuộc huyện Etimesgut, tỉnh Ankara, Thổ Nhĩ Kỳ.